# Alfred Schrapel
Alfred Schrapel (* 1. Mai 1885 in Dresden; † 13. Februar 1945 ebenda) war ein Dresdner Arbeiterfunktionär, Kommunalpolitiker und Antifaschist.

## Leben
Alfred Schrapel wuchs in einer Arbeiterfamilie auf. Nach dem Studium arbeitete er als Berufsschullehrer.
Ausgelöst durch Erlebnisse im Ersten Weltkrieg wurde er 1919 Mitglied der KPD. Im Jahr 1921 wurde er als einer von vier kommunistischen Abgeordneten ins Dresdner Stadtparlament gewählt. Diesem gehörte er bis 1932 an. Viele Jahre war er dort Vorsitzender der KPD-Fraktion.
Vom Januar 1933 bis zu seiner Verhaftung Anfang März 1933 war er als ehrenamtlicher Stadtrat tätig. Bis Ende 1933 blieb er in Schutzhaft und durfte danach nicht mehr als Lehrer arbeiten. Der Historiker Udo Grashoff gibt unter Berufung auf einen Bericht des Mithäftlings Hugo Gräf aus dem Jahr 1935 an, dass Schrapel während seiner Haft im KZ Colditz in der Propaganda-Abteilung der NSDAP-Kreisleitung Colditz tätig war. Er habe in Eingaben an die Gestapo und die sächsische Regierung Hitlers Politik als „wirklichen Sozialismus“ bezeichnet und so im April 1934 seine Freilassung erreicht. Am 13. Februar 1945 kam er bei den Luftangriffen auf Dresden ums Leben.

## Gedenken
Am 1. Juli 1946 wurde die Schillstraße in Dresden-Johannstadt in Alfred-Schrapel-Straße umbenannt. Informationen zu Schrapel, darunter ein Lebenslauf, Berichte und Artikel, sind Teil der biografischen Sammlung der 1947 gegründeten und 1953 in der DDR aufgelösten Vereinigung der Verfolgten des Naziregimes, die im Bundesarchiv verwahrt ist.